# 圣保罗-贝尔西托
圣保罗-贝尔西托（義大利語：San Paolo Bel Sito），是意大利坎帕尼亞大區那不勒斯廣域市的一个市镇。总面积2.97平方公里，人口3507人，人口密度1180.8人/平方公里（2009年）。ISTAT代码为063069。